# Сицилійський пекоріно

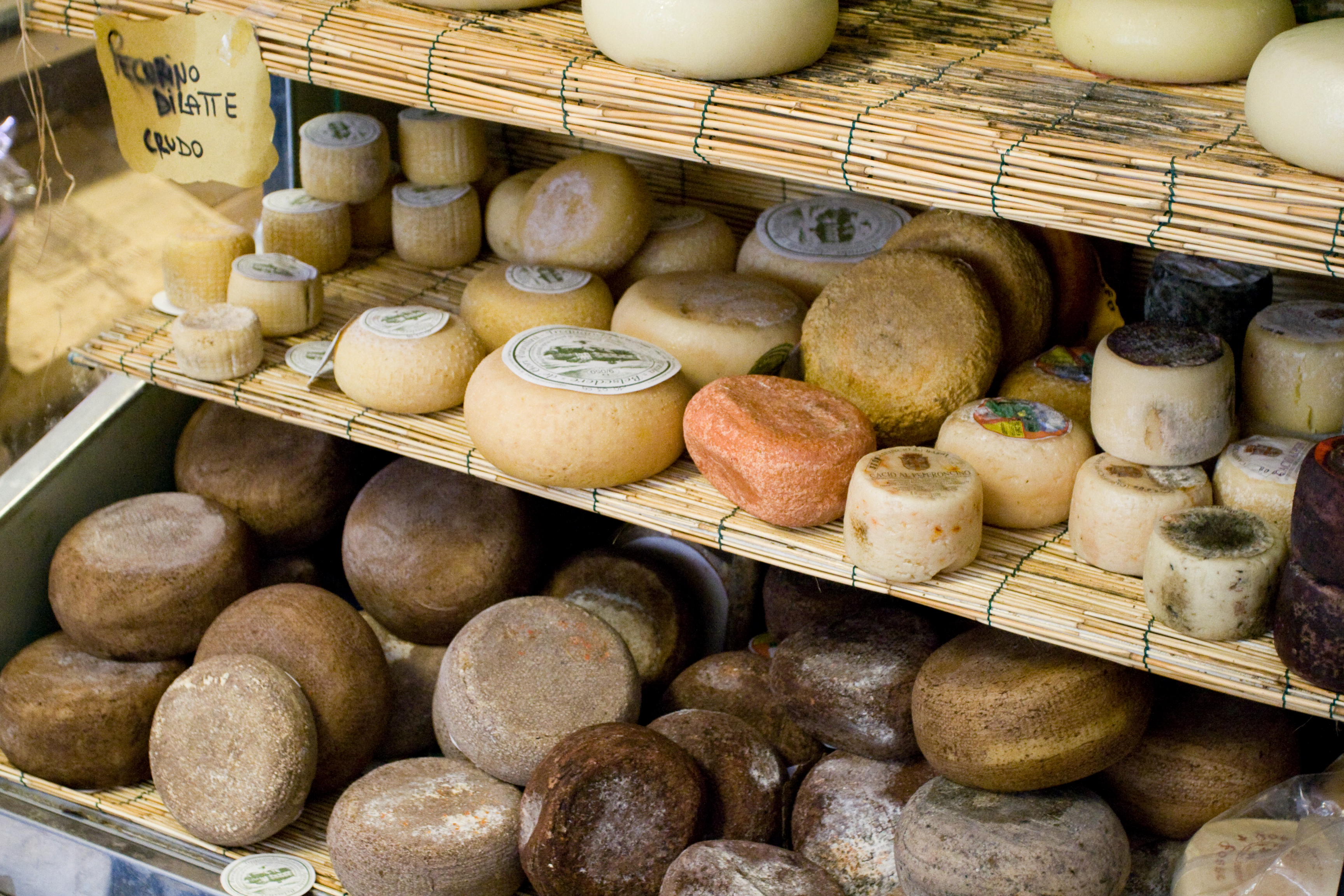
Пекоріно

Сицилійський пекоріно (також пекоріно січіліано; італ. Pecorino siciliano) — твердий італійський сир з овечого молока, що виробляється в Сицилії, регіональний підвид сімейства сирів пекоріно.
Молодий і несолоний сир називають тума (італ. tuma), а солоний — прімо салі (італ. primo sale). У разі якщо сир зріє понад два роки, йому дають назву канестрато (італ. canestrato), а для приготування ще більш зрілого сиру, який зветься тумаццу (італ. tumazzu), використовують чорний перець горошком і шафран.
Сир виробляється на території всього острова, але основні об'єкти сироваріння зосереджені в провінціях Агрідженто, Кальтаніссетта, Енна, Трапані і Палермо. Даний вид сиру належьть до сімейства сирів пекоріно, і, як і інші сири даного виду, виробляється лише в Італії.
У 1995 році сир отримав спеціальний захищений статус (DO), що забороняє його виробництво де-небудь крім Сицилії, а в 1996 році це підтвердилося програмою ЄС щодо захисту позначення походження (PDO).